# Tablo
Daniel Armand Lee (coréen: Lee Seon-woong (hangeul: 이선웅); né le 22 juillet 1980), connu professionnellement sous le nom de Tablo (hangeul: 타블로), est un rappeur, auteur-compositeur, réalisateur artistique et entrepreneur coréo-canadien qui est actuellement basé en Corée du Sud. Tablo est principalement connu pour être le leader et producteur du groupe de hip-hop sud-coréen Epik High, et le fondateur du label discographique indépendant HIGHGRND (High Ground), qui héberge Hyukoh et The Black Skirts.
Tablo a été embauché comme parolier alors qu'il était encore au lycée. Après avoir terminé ses études, Tablo est retourné en Corée pour continuer la musique, contre le gré de ses parents. En 2001, Tablo forme Epik High avec DJ Tukutz et Mithra Jin. Le groupe a depuis sorti 10 albums studio et un EP, dont Tablo a produit et co-écrit toutes les chansons. Son premier album solo, Fever's End, est sorti en 2011.
En dehors d'Epik High, Tablo est un auteur-compositeur et directeur artistique pour d'autres artistes et est impliqué dans des projets collaboratifs tels que Borderline, Eternal Morning et Anyband. Sa musique incorpore différents styles, allant de la trance, au trip hop au rock. Tablo est aussi l'auteur du best-seller Pieces of You, à la fois publié en anglais et en coréen. Il a joué dans le film Nonstop (2005). En 2016, Tablo a quitté son émission de radio Tablo's Dreaming Radio diffusée sur MBC FM4U après onze ans d'antenne afin de se concentrer sur HIGHGRND,.

## Vie et carrière

### 1980–2003: jeunesse et débuts de carrière
Tablo est né à Jakarta en Indonésie le 22 juillet 1980. Sa famille a déménagé plusieurs fois en Suisse et à Hong Kong pour la carrière de son père jusqu'à ce que Tablo ait six ans, puis sont revenus brièvement en Corée du Sud. Sa famille a ensuite déménagé au Canada alors qu'il était âgé de 8 ans. Tablo est allé à la St. George's School à Vancouver avant d'être expulsé pour avoir poussé un élève plus âgé dans les escaliers. En conséquence, il a été transféré à la Seoul International School. En tant qu'étudiant en double cursus à l'université Stanford,, Tablo a obtenu à la fois un bachelor en littérature anglaise et une maîtrise en écriture créative en trois ans. Tablo a un frère et une sœur qui sont tous les deux plus âgés que lui, qui sont respectivement diplômés de l'université Columbia et de l'université Cornell.
Tablo a commencé à jouer du piano à six ans puis a changé pour le violon, dont il a joué pendant 10 ans. Son professeur de musique, qui a été un élève d'Isaac Stern, avait l'habitude de lui dire : « Music is communism, but you're playing democracy. » Cependant, il a arrêté de jouer du violon après s'être fait virer de l'orchestre après avoir soudainement jouer le générique de Jurassic Park alors que l'orchestre jouait le Brandenburg Concerto No.3 en concert. En 1998, alors qu'il était âgé de 17 ans, Tablo a écrit les paroles de Rainy Christmas pour le légendaire chanteur coréen Kim Gun-mo, car Kim avait développé un intérêt pour Tablo après avoir lu un de ses poèmes.
Durant sa jeunesse, Tablo a souffert de périodes dépressives. Dès qu'il faisait face à une épreuve, le hip-hop servait d'échappatoire. Cependant, le père de Tablo désapprouvait ce choix de carrière, alors il fuguait souvent lorsqu'il était adolescent. Apparemment, Tablo aurait demandé à un ami de vivre avec lui ce rêve, mais lorsque cet ami est mort du cancer, cela l'a stimulé pour réintégrer l'industrie musicale. Tablo a plus tard reconnu que sa famille l'avait forcé à aller à Stanford, et que même après la sortie de son deuxième album, ils essayaient toujours de le persuader de revenir aux États-Unis pour étudier le droit. Alors qu'il était à Stanford, Tablo s'est associé au groupe de hip-hop underground 4n Objectz durant trois ans.

### 2003–10: succès avec Epik High etPieces of You
Tablo a rencontré Mithra Jin et DJ Tukutz dans la scène hip-hop underground. Ils ont formé Epik High et sous la tutelle des membres du crew Movement, surtout CB Mass (maintenant Dynamic Duo), ils ont tenté d'enregistrer leur premier disque aux côtés du duo et amis proches TBNY (composé de Yankie and TopBob). Cependant, Curbin de CB Mass a allègrement détourné les fonds qu'Epik High et TBNY pour leur premier album studio, causant la séparation de CB Mass (et la création de Dynamic Duo sans Curbin). Tablo et Epik High ont finalement été signés sous Woollim Entertainment, qui était à l'époque focalisé sur le hip-hop underground et le rock moderne. Tablo a fait ses débuts officiels en tant que leader du groupe Epik High en 2003 aux côtés de DJ Tukutz et de Mithra Jin. Le premier album du groupe, Map of the Human Soul, est sorti le 21 octobre 2003. Cependant, à cause du manque de popularit du hip-hop en Corée du Sud à cette période, l'album a été un échec commercial. Le groupe a commencé à gagner en popularité grâce à la sortie de leur deuxième album, High Society. Le troisième album d'Epik High, Swan Songs, devait originellement être leur dernier album; cependant, dès sa sortie, l'album a été premier sur plusieurs classements musicaux, et a raflé le prix de fin d'année du hip-hop. L'un des singles principaux de l'album, Fly, a figuré comme bande-son du jeu vidéo FIFA 07. Grâce aux nombreuses offres pour faire un remake de "Fly" et de "Paris", le deuxième single de l' album, un CD sampler est sorti au Japon.

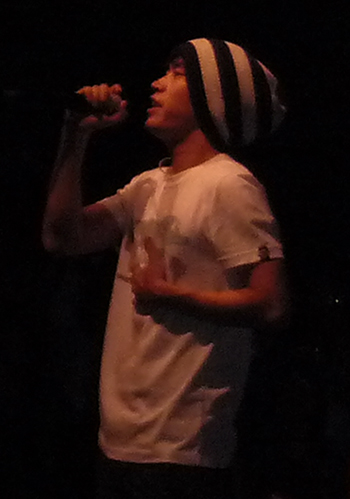
Tablo au Map the Soul Concert, San Francisco (2009)

En 2007, le groupe a sorti son quatrième album studio, Remapping the Human Soul, et a réussi à pousser Epik High jusqu'à la première place du meilleur nouvel artiste en vendant presque 90 000 copies en un mois après sa sortie. L'album a fini par être le 3e album le plus vendu en Corée du Sud en 2007. Cependant, beaucoup de chansons tirées de l'album ont été bannies de plusieurs chaînes et l'album a été soumis à une restriction d'âge (19+) à cause de certaines chansons que le Ministère de la Culture et du Tourisme de la Corée du Sud trouvaient inappropriées pour un jeune auditoire. Le groupe a ensuite sorti leur album suivant, Pieces, Part One, qui fut également un succès commercial.
À la fin de 2008, Tablo a publié un livre s'intitulant Pieces of You. Bien que les histoires fussent originellement écrites en anglais, le livre a tout d'abord été publié en coréen. La version coréenne a vendu 50 000 copies une semaine après être sortie, et a été au sommet de la liste des best-sellers en Corée. La version anglaise originale est sortie en février 2009 et a rencontré un succès modéré. Le livre a reçu des critiques positives, et l'écriture de Tablo a été encensée, du fait qu'il était auteur pour la première fois. Après l'expiration du contrat du groupe avec Woollim Entertainment en 2008, Tablo, ainsi que les autres membres du groupe, ont fondé leur propre label indépendant, Map the Soul, et ont sorti un album portant ce même nom. Sous leur label indépendant, le groupe a sorti deux albums supplémentaires; [e] en 2009 et Epilogue en 2010,. En novembre 2013, Tablo a révélé la raison de la fermeture de "Map the Soul" dans son interview avec HiphopLE; l'un des membres exécutifs détournait les fonds du label.

### 2010–11: hiatus musical et controverse de Stanford
En 2010, il a été annoncé qu'Epik High ferait une pause après le départ de DJ Tukutz au service militaire obligatoire, et que durant ce temps Tablo et Mithra travailleraient sur leur carrière solo en attendant le retour de DJ Tukutz. Cependant, mi-2010, un groupe d'internautes a levé des doutes quant à la formation universitaire de Tablo, qui est diplômé d'anglais et de littérature anglaise de l'université Stanford. Conduit par deux fansites, principalement « We Demand the Truth from Tablo » (hangeul : "타블로에게 진실을 요구합니다"; aussi connu sous le nom de « Tajinyo », hangeul : « 타진요 »), certains netizens ont affirmé que Tablo ne pouvait pas avoir eu à la fois un bachelor et une maîtrise en seulement trois ans et demi,,.
Cette affaire a fait la une des news en Corée en juin 2010, lorsque l'un des managers du fansite, portant le nom d'utilisateur whatbecomes, a déclaré que le dossier académique de Tablo « n'avait aucun sens » et montrait ce qu'il trouvait être des incohérences dans les relevés de notes de Tablo. Bien que ce dernier ait publié son relevé de notes officiel et d'autres documents légaux en ligne, beaucoup de netizens ont refusé de le croire, et ont demandé d'autres documents tels que sa déclaration d'immigration ainsi que son diplôme,. Tablo s'est rendu à l'université Stanford fin août pour réfuter ces accusations en demandant au registraire de l'université de réimprimer ces documents, le tout filmé, avec des connaissances et professeurs de Tablo pour attester la validité de sa formation universitaire. Le documentaire a été montré en deux parties : Tablo Goes to Stanford et Tablo and South Korea Online, et a été diffusé sur MBC le 1er et le 8 octobre. Cependant, malgré les documents et le fait que l'administration de Stanford soit clairement du côté de Tablo, les adhésions à "We Demand the Truth from Tablo" sont montées en flèche en quelques jours, les netizens refusant toujours de croire l'artiste et le documentaire. Tablo et des membres de sa famille ont reçu des menaces de mort et il est devenu un reclus virtuel. Tablo a immédiatement quitté Woollim Entertainment durant l'incident de Tajinyo, le voulant pas que cela cause du mal à l'agence ou au groupe Infinite, qui venaient tout juste de débuter lorsque l'affaire a éclaté.
Cependant, le 9 octobre, la police a confirmé que Tablo était en effet diplômé de Stanford, ayant demandé des informations en plus de ce que Tablo avait déjà fourni, directement de l'université Stanford. La police sud-coréenne a émis un mandat d'arrêt avec Interpol pour whatbecomes, qui s'est avéré être un coréano-américain de 57 ans nommé Eungsuk Kim résidant aux États-Unis. De plus, 22 netizens ont reçu des assignations leur indiquant qu'ils avaient été poursuivis en justice par Tablo pour diffamation. La fansite a été fermée rapidement après par son site hébergeur, Naver, après les résultats de l'enquête, qui ont également révélé que whatbecomes avait frauduleusement utilisé le n° ID d'un ami pour créer le site, ce qui est une violation des conditions d'utilisation de Naver. Cependant, beaucoup de membres du fansite ont rejoint une autre communauté nommée "We Demand the Truth from Tablo 2" (hangeul : "타블로에게 진실을 요구합니다2", ou "타진요 2"; "Tajinyo-i" pour la version courte), qui a plus de 33 000 netizens adhérents malgré la preuve fournie par à la fois l'université et la police.

### Depuis 2011: retour, carrière solo et comeback d'Epik High
Le 27 septembre 2011, YG Entertainment a annoncé que Tablo signerait un contrat de quatre ans avec eux et que son premier album solo sortirait le 1er novembre. Bien que Tablo ait signé en tant que chanteur solo sous YG Entertainment, il a précisé que cela ne signifiait pas qu'Epik High se séparerait, ni que le groupe signerait avec YG. Le 14 octobre 2011, Tablo a sorti la chanson "Airbag", tirée de son album à venir. Le 21 octobre 2011, YG a annoncé que le nouvel album, intitulé Fever's End (hangeul: 열꽃), sera séparé en deux parties. La première est sortie le jour de l'annonce et la deuxième le jour de la date fixée à l'origine.
Le 27 septembre 2012, YG a officiellement annoncé sur yg-life.com qu'Epik High feraient leur comeback en octobre 2012, après un hiatus de trois ans. Leur premier single, "춥다" ("It's Cold"), en featuring avec la finaliste de K-pop Star Lee Hi, est sorti le 9 octobre, tandis que leur album nommé 99, est sorti le 19. Le 30 décembre 2012, durant le SBS Gayo Daejun, Tablo a rejoint Mithra Jin, Dynamic Duo et Simon D pour Cypher 2012, un remix des morceaux hip-hop populaires de l'année.
En octobre 2013, Tablo a rejoint l'émission de KBS The Return of Superman avec sa fille Haru.
Le 21 avril 2014, Tablo revient en tant que radio DJ. Son émission porte le nom de Tablo's Dreaming Radio. Il a été le DJ du même programme jusqu'en 2009.
En mars 2014, Tablo a fait une collaboration avec la chanteuse chinoise Bibi Zhou.
Le 18 octobre 2014, Epik High sortent leur vidéoclip pour Born Hater, après que celui-ci n'ait été repoussé par YG à cause de la tragédie du Pangyo Techno Valley Festival. Le morceau vient de leur huitième album, Shoebox, et a été fait en collaboration avec une myriade d'artistes hip-hop dont Beenzino, Verbal Jint, Song Min-ho de WINNER, et B.I et Bobby d'iKON.

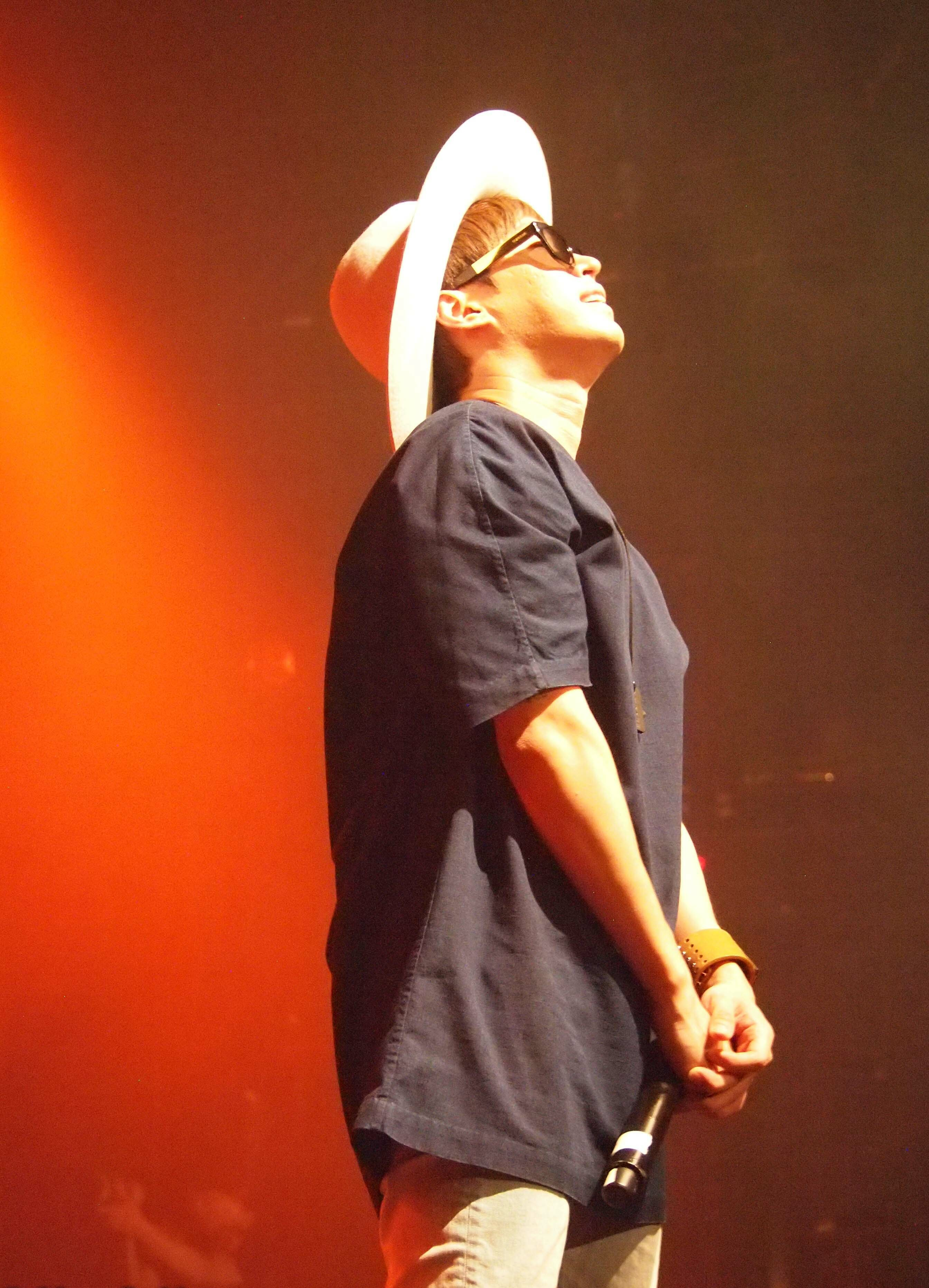
2015 North American Tour, New York City

Le 31 août 2015, Tablo a sorti un clip teaser pour une collaboration avec le rappeur américain et fondateur de Pro Era, Joey Badass. Leur morceau "Hood" est sorti le 5 septembre 2015.

## Vie privée
Tablo a épousé l'actrice coréenne Kang Hye-jung le 26 octobre 2009. Leur fille Haru est née le 2 mai 2010.

## Style musical
Tablo a toujours été un fan de la musique hip-hop ainsi que de cette culture. Jeune, lorsqu'il écoutait des artistes hip-hop tels que Run–D.M.C. et achetait des cassettes de Cold Crush, il a gagnait parallèlement en reconnaissance en tant que compositeur de textes de rap. Son histoire d'amour avec le hip-hop s'est déclenchée en entendant Drunken Tiger rapper, le groupe Epik High s'est formé en 2000. Tablo a depuis déclaré qu'il a été le premier emcee à avoir utilisé la technique du rhyming rifle.

## Écriture
En 2008, Tablo a publié une collection de nouvelles qu'il avait écrites, intitulée Pieces of You. La version anglaise est parue en 2009. En 2016, son deuxième livre BloNote a été publié en Corée et a une couverture rose, tandis que la version anglaise, traduite par Tablo et publiée le 21 décembre, a une couverture noire.

## Discographie

### Extended plays
| Fever's End: Part 1                                                             | - Date de sortie: 21 octobre 2011 - Label : YG Entertainment - Formats : CD, téléchargement - Langue : coréen         | 12 | –  | 4 | COR: 11,099 |
| Fever's End: Part 2                                                             | - Date de sortie: 1er novembre 2011 - Label: YG Entertainment - Formats: CD, téléchargement - Langue: Coréen, anglais | 13 | 21 | 2 | COR: 11,099 |
| "—" signifie que l'EP ne s'est pas classé ou n'est pas sorti dans cette région. | |    |    |   |             |

### Singles

#### En tant qu'artiste principal
| 2005                                                                                  | Rhapsody of Rain                       | — | — | —                                          |
| 2008                                                                                  | Eternal Morning (avec Pe2ny)           | 4 | — | Eternal Morning: Soundtrack to a Lost Film |
| 2011                                                                                  | Airbag (feat. Naul de Brown Eyed Soul) | 4 | 5 | Fever's End: Part 1                        |
| 2011                                                                                  | Bad (feat. Jinsil)                     | 3 | 4 | Fever's End: Part 1                        |
| 2011                                                                                  | Tomorrow (feat. Taeyang)               | 2 | 3 | Fever's End: Part 2                        |
| "—" signifie que le morceau ne s'est pas classé ou n'est pas sorti dans cette région. |                                        |   |   |                                            |

#### En featuring
| 2006                                                                                  | I'm Coming (Rain feat. Tablo)                 | 1  | Rain's World    |
| 2006                                                                                  | Rainbow (Infinite Flow feat. Tablo et JW)     | 4  | More Than Music |
| 2007                                                                                  | Talk Play Love (Tablo, BoA, XIA et Jin Bo-ra) | 1  | AnyBand         |
| 2007                                                                                  | Promise U (Tablo, BoA, XIA et Jin Bo-ra)      | 3  | AnyBand         |
| 2007                                                                                  | Daydream (Tablo, BoA, XIA et Jin Bo-ra)       | 10 | AnyBand         |
| 2008                                                                                  | I Love You (Navi feat. Tablo)                 | 1  | I Love You      |
| "—" signifie que le morceau ne s'est pas classé ou n'est pas sorti dans cette région. |                                               |    |                 |

### En tant qu'invité
| Année | Titre                   | Autre(s) interprète(s)      | Album                        |
| ----- | ----------------------- | --------------------------- | ---------------------------- |
| 2002  | New Joint (Remix)       | DJ Honda, PMD               | Underground Connection       |
| 2004  | Sky High                | —                           | Nonstop: Season 4 Soundtrack |
| 2004  | 실례합니다 (Excuse Me)  | Dynamic Duo, DJ Wrecks      | Taxi Driver                  |
| 2005  | Let Me Love You         | Lee Min-woo                 | IInd Winds                   |
| 2005  | The City                | Lena Park                   | —                            |
| 2006  | Love Mode               | Clazziquai                  | Pinch Your Soul              |
| 2006  | Cha Ryut!               | TBNY, Dynamic Duo           | Masquerade                   |
| 2006  | School of Hip-hop       | Gaknaguene, Garion          | Green Tour                   |
| 2006  | Never Know              | Lim Jeong-hee               | Thanks                       |
| 2006  | Somnolency              | Bobby Kim                   | Follow Your Soul             |
| 2007  | The 'M' Style           | Lee Min-woo                 | Explore M                    |
| 2007  | It's All Over Anyway    | Kang Kyun-sung              | A Path of Love               |
| 2007  | Downhill                | Verbal Jint, Mithra Jin     | Favorite                     |
| 2008  | Alive                   | Pe2ny, Yankie               | Alive Soul Cuts Vol. 1       |
| 2008  | Memory (Rap Mix)        | Younha                      | Someday                      |
| 2009  | Keep Pushin'            | Kero One                    | E.B. Korean Sessions         |
| 2009  | When the Sunshine Comes | Kero One, Mithra Jin        | E.B. Korean Sessions         |
| 2010  | Smiles & Crys           | Dok2, Willy Lee             | Thunderground Mixtape Vol.2  |
| 2010  | Asian Kids              | Kero One, MYK, Dumbfoundead | Kinetic World                |
| 2013  | 이놈 (I.N.D.O)          | Yankie                      | —                            |
| 2013  | Lovestrong              | Saltnpaper                  | Saltnpaper Mini Album        |
| 2015  | 꽃 (Flower)             | XIA                         | Flower                       |
| 2015  | Sold Out                | Yankie, Zion.T, Loco        | Andre                        |
| 2017  | Fire Water              | Code Kunst, G.Soul          | Muggles' Mansion             |
| 2021  | Stay                    | B.I                         | Waterfall                    |

### Chansons produites
- 2004: 이력서 (Dynamic Duo)
- 2004: Sky High (soundtrack de Nonstop 4)
- 2005: Campus Love Story (Cho PD)
- 2006: 내일은 오니까 (Paloalto & The Quiett)
- 2006: 남자라서 웃어요 (Kim Jang Hoon featuring Mithra Jin)
- 2006: Never Know (de Lim Jeong Hee)
- 2006: Rain Bow (Infinity Flow)
- 2007: 여자라서 웃어요 (Sim Soo-bong featuring Mithra Jin)
- 2007: Talk Play Love (Anyband)
- 2012: Style (Rania)
- 2013: Turn it up (Lee Hi)
- 2013: Special (Lee Hi)
- 2013: Fool (Lee Hi)
- 2014: Rise (Taeyang)
- 2014: Let go (Taeyang)
- 2014: Love you to death (Taeyang)
- 2016: Hashtag (Younha)
- 2016: Three words (Sechskies)
- 2020: Lesson Zero

| Année | Album | Chanson                                                         | Paroles | Paroles      | Musique | Musique      |
| Année | Album | Chanson                                                         | Crédité | Avec         | Crédité | Avec         |
| ----- | ----- | --------------------------------------------------------------- | ------- | ------------ | ------- | ------------ |
| 2015  | 27    | "Daydream" (featuring Borderline: Tablo & Kim Jong-wan de Nell) | Oui     | Kim Jong-wan | Non     | Kim Jong-wan |

## Filmographie

### Films
| Année | Titre                  | Rôle                 | Notes              |
| ----- | ---------------------- | -------------------- | ------------------ |
| 2007  | Fantastic Parasuicides | Min-ho               | Rôle principal     |
| 2007  | August Rush            | Joueur de clarinette | Caméo; pas crédité |

### Télévision
| Année | Titre                               | Rôle            | Chaîne | Notes                                                        |
| ----- | ----------------------------------- | --------------- | ------ | ------------------------------------------------------------ |
| 2004  | Epik High's Love and Delusion       | Lui-même        | Mnet   | Série                                                        |
| 2005  | Nonstop                             | Tablo           | MBC    | Rôle principal; saison 5                                     |
| 2007  | High Kick!                          | Un professeur   | MBC    | Caméo (épisode 150)                                          |
| 2008  | Woman of Matchless Beauty           | Lui-même        | MBC    | Caméo (épisodes 7 & 8)                                       |
| 2008  | Music Bank                          | Co-présentateur | KBS2   | Aux côtés de Kim Sung-eun et de Min Seo-hyun                 |
| 2009  | Mnet Director's Cut                 | Lui-même        | Mnet   | Téléfilm                                                     |
| 2009  | Come To Play                        | Lui-même        | MBC    | Ep 262 - Movement Special                                    |
| 2010  | Happy Together                      | Lui-même        | KBS    | Invité star (saison 3, épisode 144)                          |
| 2010  | Happy Birthday                      | Lui-même        | KBS2   | Série                                                        |
| 2012  | Strong Heart                        | Lui-même        | SBS    | Invité star avec YG Family                                   |
| 2012  | Healing Camp, Aren't You Happy      | Lui-même        | SBS    | Invité star (5 novembre)                                     |
| 2013  | The Return of Superman              | Lui-même        | KBS    | Série                                                        |
| 2014  | Show Me the Money 3                 | Lui-même        | Mnet   | Producteur/Juge                                              |
| 2015  | Show Me the Money 4                 | Lui-même        | Mnet   | Producteur/Juge                                              |
| 2016  | Please Take Care of My Refrigerator | Lui-même        | JTBC   | Invité star avec Simon Dominic (saison 1, épisodes 64 et 65) |

### Vidéoclips
| Année | Chanson                  | Durée | Album                      |
| ----- | ------------------------ | ----- | -------------------------- |
| 2011  | Bad (나쁘다)             | 4:07  | Fever's End: Part 1 (열꽃) |
| 2011  | Tomorrow (feat. Taeyang) | 4:14  | Fever's End: Part 2 (열꽃) |

## Récompenses et nominations
| Année | Cérémonie               | Catégorie                 | Travail nommé | Résultat   |
| ----- | ----------------------- | ------------------------- | ------------- | ---------- |
| 2011  | Mnet Asian Music Awards | Meilleure performance rap | "Bad"         | Nomination |